# غارب ججانة (قارة)

تعديل مصدري - تعديل

غارب ججانة هي إحدى قرى عزلة قارة بمديرية قارة التابعة لمحافظة حجة، بلغ تعداد سكانها 173 نسمة حسب تعداد اليمن لعام 2004.